# Nowy Borek (województwo zachodniopomorskie)
Nowy Borek – osada w północno-zachodniej Polsce, położona w województwie zachodniopomorskim, w powiecie kołobrzeskim, w gminie Kołobrzeg.
Przez Nowy Borek przebiega droga powiatowa nr 0310Z z Karcina do Kołobrzegu.
Na  cmentarzu ewangelickim założonym w drugiej połowie XIX w. o powierzchni 0,6 ha znajduje się 35 okazów bluszczu pospolitego na lipach o obwodzie 30 cm, które są pomnikami przyrody.

## Przypisy

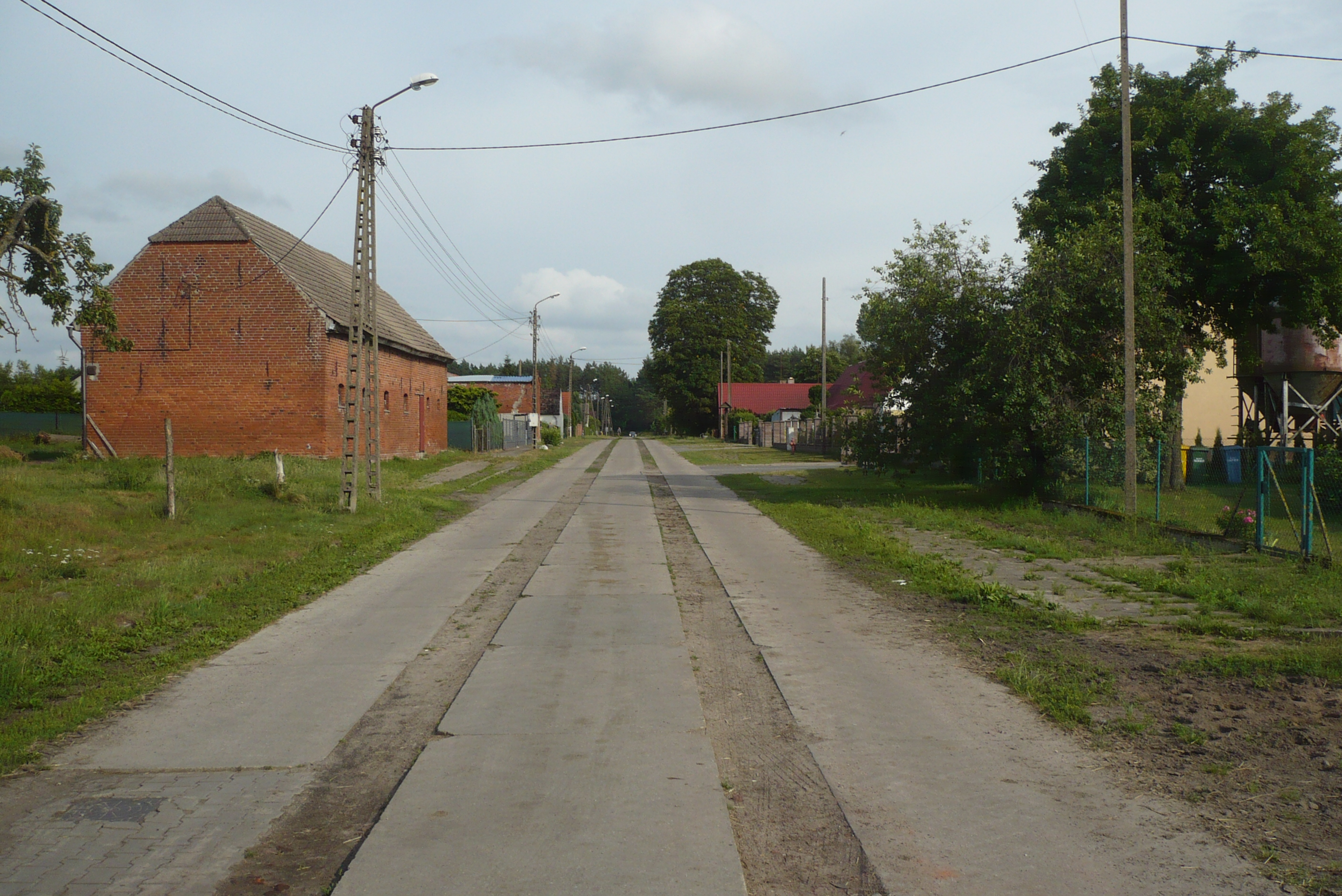
Główna ulica